# 마리카의 좁은 문
마리카의 좁은 문(Requiem Pro Panenku, Requiem for a Maiden)은 체코에서 제작된 필립 렌치 감독의 1991년 드라마 영화이다. 안나 게이슬러로바 등이 주연으로 출연하였다.

## 출연

### 주연
- 안나 게이슬러로바
- 바르보라 흐르자노바

### 조연
- 에바 호루보바
- 필립 렌치